# Euphorbia opuntioides
Euphorbia opuntioides là một loài thực vật có hoa trong họ Đại kích. Loài này được Welw. ex Hiern mô tả khoa học đầu tiên năm 1900.

## Hình ảnh

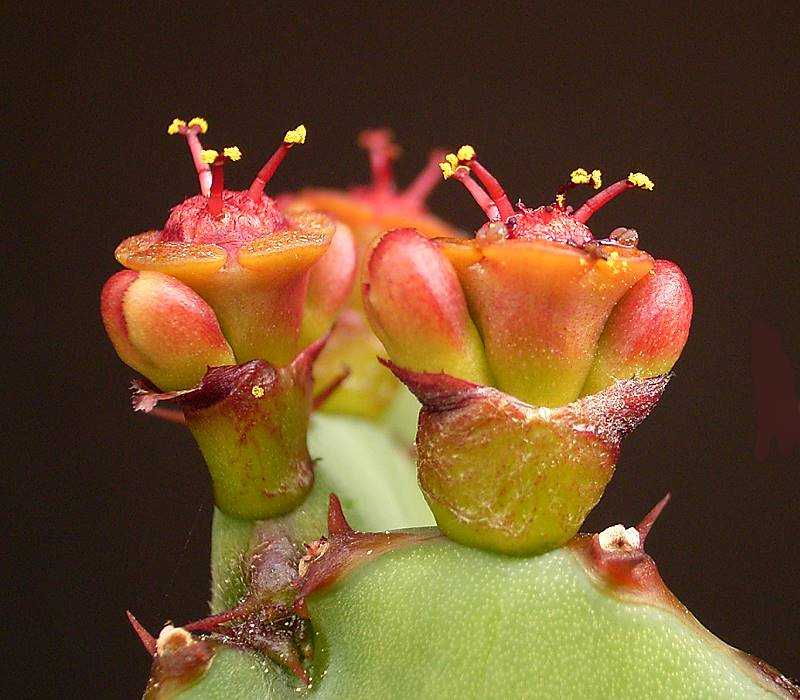
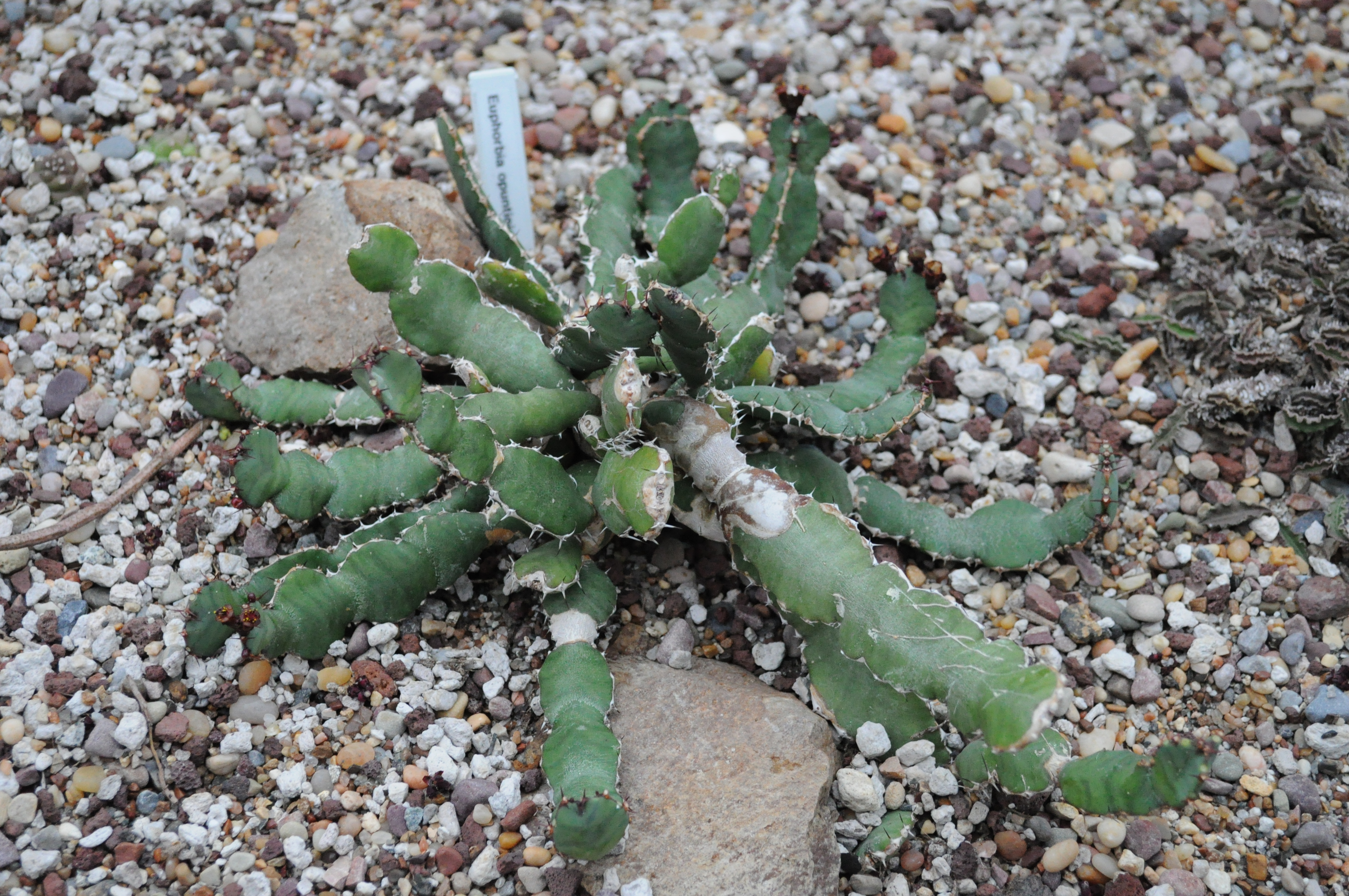
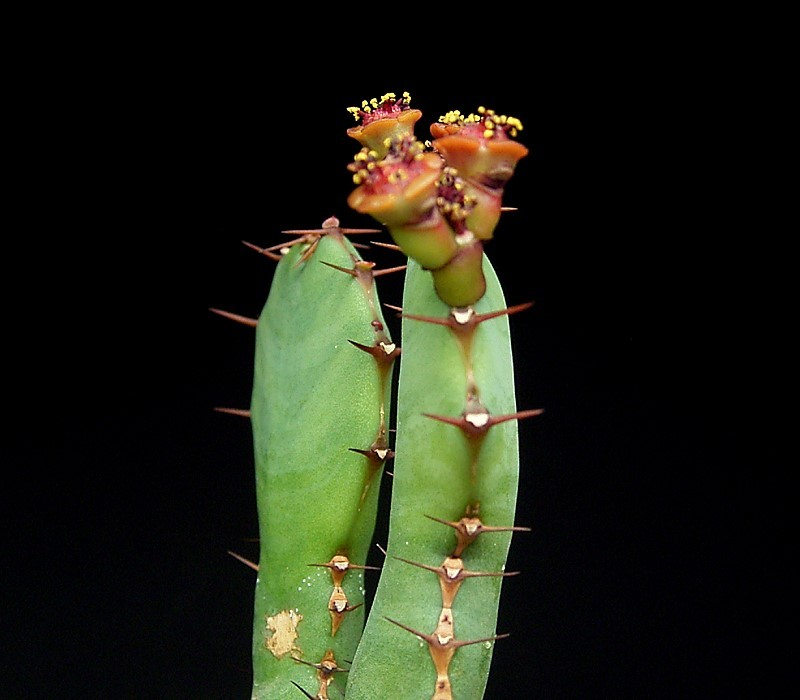